# Oraše
Oraše (cyr. Ораше) – wieś w Serbii, w okręgu raskim, w gminie Tutin. W 2011 roku liczyła 582 mieszkańców.